# Blue Mountain State
Blue Mountain State (BMS) es una serie de comedia estadounidense que se estrenó en Spike TV el 11 de enero de 2010. Los productores de la serie son: Chris Romansky y Eric Falconer de Colgados en Filadelfia, Canal 101, y The Sarah Silverman Program. Está producida por Lionsgate Television.
El 20 de febrero de 2012 se confirmó que la serie no renovaría por una cuarta temporada.
El 2 de febrero de 2016 se estrenó la película Blue Mountain State: The Rise of Thadland, dando así fin a la serie.

## Sinopsis
La serie es una mezcla entre National Lampoon's Animal House y Van Wilder, centrada en una universidad con gran tradición en el fútbol americano, Blue Mountain State, y su extraño equipo "The Goats" (Las cabras). Trata temas sobre la vida universitaria, incluidos el fútbol americano, ligar con las mujeres, borracheras, fiestas salvajes y las novatadas.

## Personajes principales
- Alex Moran (Darin Brooks)

Un estudiante de segundo año, quarterback suplente para el equipo de Blue Mountain State y el primero en pasar 10 000 yardas en la historia de la escuela secundaria de Wyoming. A diferencia del resto de los personajes, Alex no ve fútbol universitario como un trampolín para la NFL y se contenta con pasar sus días como jugador de reserva y una vida como un profesor de gimnasia (al igual que su padre) una vez graduado. En cambio, se dedica a tener tanta diversión como sea humanamente posible en la universidad, que incluye emborracharse y practicar mucho sexo. Él es de Cheyenne, Wyoming.
- Sammy Cacciatore (Chris Romansky)

La mascota del equipo (Mounty, La Cabra Mascota de BMS) y compañero de habitación de Alex, a quien conoce desde niño. Se matriculó en la universidad porque según él, su padre le dijo que «Nunca iría a la universidad». Está siempre en busca de chicas y excusas para emborracharse, lo cual le lleva a meterse en accidentados problemas junto a Alex.
- Thad Castle (Alan Ritchson)

Linebacker y capitán del equipo, proveniente de Connecticut. A pesar de haber sido elegido "All-American" dos veces de manera unánime y de tener el récord de mayor número de placajes en un partido (del que fue expulsado posteriormente por llamar a los árbitros "caraculos"), Thad es muy odiado por sus compañeros de equipo por sus formas intimidatorias y su carácter nervioso cuando las cosas no se hacen a su manera. Tiene un padre que murió siendo militar, destinado en Bosnia y una atractiva medio-hermana de la que es excesivamente protector. También es muy propenso a comportarse de manera homoerótica, especialmente en los rituales en los que se hacen violentas novatadas a jugadores de primer año.
- Radon Randell (Page Kennedy) (Temporada 2)

Quarterback procedente de Detroit. Jugó durante un año en el equipo de fútbol americano de la Rikers Island. Duerme en una cámara hiperbárica y es alérgico al látex, por lo que una vez Alex le tuvo que quitar un preservativo con sus manos. Presentó un programa de televisión llamado Dreams (Sueños), en el que daba consejos a los telespectadores para ayudarles a cumplir sus sueños, lo que provocó que Thad revelase al entrenador que Alex se acostaba con su exmujer.
- Craig Shilo (Sam Jones III) (Temporada 1)

Último ganador al trofeo de Jugador del Año en la escuela preparatoria, Craig Shilo es el novato estrella del equipo. Juega de running back y a diferencia de sus compañeros de equipo, se toma muy en serio el fútbol universitario, soñando con llegar a la NFL. Craig es bastante tradicional y está totalmente comprometido con su novia ultra-manipuladora Denise, quien no quiere mantener relaciones sexuales con él, alegando que así jugará mejor. Es de Columbus, Ohio. Tras su primer año en la BMS, se fue a Georgia Tech.
- Entrenador Marty Daniels (Ed Marinaro)

Seis veces campeón nacional, y el pilar de larga reputación de la comunidad BMS, el entrenador Marty Daniels es el entrenador de fútbol que más partidos ha ganado en la historia de Blue Mountain State. Daniels ha acumulado 243 victorias en los últimos años y espera para añadir que el total de este año en su intento de romper el récord de Joe Paterno de 388. Mantiene una rivalidad con el decano de la universidad porque este se casó con Debra, su antigua esposa.

## Personajes secundarios
Tomas Silberman: gold boy
- Denise Roy (Gabrielle Dennis) (Temporada 1)

Denise es la novia universitaria de Craig Shilo. Exreina del baile y estudiante estrella en el Blue Mountain State, Denise es una figura fría y calculadora que retrasa el sexo con Craig para hacerle jugar mejor, mientras que le engaña a sus espaldas. Ella está a menudo en desacuerdo con Alex Moran, quien puede ver a través de su falsa fachada.
- Mary Jo Cacciatore (Frankie Shaw) (Temporada 2)

Mary Jo es la hermana pequeña de Sammy. Está enamorada de Alex desde la infancia. Permitía que su hermano le tocara los senos y que finjiera que se lo montaban, hasta que un día Mary Jo se dio cuenta de que eso le impedía ligar con un cantautor llamado Dondo.
- Larry (Omari Newton)

Un defensive back, que juega un papel de "compinche" de Thad. Aunque el evento no está especificado, se sabe que una vez, Larry ayudó a Thad a salir de una situación difícil.
- Harmon (James Cade)

El kicker del equipo. Mientras vive la gran vida como jugador de los equipos especiales en el BMS, Harmon tiene una gran experiencia con el uso de drogas como la cocaína, la marihuana, la heroína y el éxtasis. Además solamente practica el sexo anal para evitar usar condón y no dejar embarazadas a las chicas con las que se acuesta.
- Debra Simon (Denise Richards)

Exmujer del entrenador Marty Daniels. Tras las continuas infidelidades de este, se divorció y se casó con el decano de la universidad. Tuvo un par de aventuras con Alex, lo que le sirvió a Marty para reconciliarse con su mujer.
- Donny (Rob Ramsay)

Un jugador de la línea ofensiva de un año no especificado.
- Travis McKenna (Stephen Amell)

El primer mariscal en la primera temporada y mejor amigo de Thad Castle, es muy religioso aunque no muy aceptado por la iglesia, a lo largo de los capítulos afirman que es adicto a las prostitutas y deja la universidad para hacerse profesional en la segunda temporada.

## Recibimiento
Metacritic le dio la serie un 38 sobre 100, de las 4 críticas que recogió, y una puntuación de usuarios de 8,7 sobre 10, basada en 32 votos. Mark A. Perigard, del Boston Herald, dio a la serie una crítica favorable diciendo: "BMS es bastante divertida al estilo lascivo de American Pie. Es una comedia universitaria en la que los chicos solo quieren emborracharse, practicar sexo rápido, y jugar football americano, en cualquier orden". En cuanto a la producción Perigard lo describió como "sólida con un presupuesto de televisión por cable". Joe Walljasper, del Columbia Daily Tribune describe la serie como atractiva para los que vieron la película Porky's y "consideraron que las bromas eran un poco demasiado refinadas."
La serie tiene un promedio de 949.000 espectadores durante sus primeros seis episodios, mejorando la franja horaria en un 165% entre los hombres de 18-24. Como resultado, se ha renovado por una segunda temporada.

## Localizaciones de la serie
- Olympic Stadium, Montreal, Quebec
- John Abbott College, Sainte-Anne-de-Bellevue, Quebec (Cancha de prácticas de las Cabras)
- METU (MacDonald Campus), Sainte-Anne-de-Bellevue, Quebec (Dormitorios, Salones de clases)
- Ste-Annxzc vjbkakde Street, Sainte-Anne-de-Bellevue, Quebec